# 滝佳保子
滝 佳保子（たき かほこ、1968年8月1日 - ）は、日本の女優、声優。宮城県出身。M・A FIELD所属（役者）。プロダクション・エース（預かり）所属（声優）。

## 出演

### OVA
- SUPERNATURAL: THE ANIMATION（マリオン・グリーリー）

### 劇場版アニメ
- TRIGUN Badlands Rumble

### 吹き替え
- アマンダ・ショー
- ウェディング
- ER緊急救命室
  - シーズンXIV #2（メイパー〈メルセデス・コロン〉）
  - シーズンXV #4（ローレン・オファロン〈モリー・プライス〉）
- おさるのジョージ
- The O.C.
- キーファー・サザーランド IN ガンブラスト
- 殺人を無罪にする方法
- となりのサインフェルド
- バベル
- プロジェクト・ランウェイ2
- ミディアム6 霊能者アリソン・デュボア
- ミレニアム　ドラゴン・タトゥーの女
- ライフ with デレク（ノーラ）
  - バケーション with デレク（ノーラ）

### テレビ
- 恋愛偏差値 第二章”Party”
- 介護問題
- 87%
- 民謡お国めぐり
- 西村京太郎トラベルミステリー43 愛と殺意の津軽三味線

### 映画
- ×ゲーム2（2012年4月、村上知加子（PTA役員））

### CM
- 木村技研
- アステル四国
- 相鉄線
- アリコ手軽でがっちり入院保険
- クラシアン

### ラジオCM
- 郵便貯金
- セブンイレブン
- パルコ
- リポビタンD

### 舞台
- さよならの騎士たち‐神様はここにいる
- 緑の戦場3 拝啓フィリップ・トルシエ様
- 幕末ジャイアンツ
- 12人の怒れる人々
- Are You Princess?
- アカツキ7
- 第九八独立普通科連隊
- Re-Birth2004
- 5
- The Great QUIZSHOW
- SANADAイレブン
- ドラキュラ
- 恋と革命
- TOHOKU Roots Project 「想稿・銀河鉄道の夜」
- ネコたん！〜猫町怪異奇譚〜[1]）

### その他
- VOICEPEAK 商用可能ナレーター おばあさん